# Tsugi Takano
Tsugi Takano (鷹野 つぎ, Takano Tsugi), 15 août 1890 - 19 mars 1943, est une romancière japonaise née à Hamamatsu, préfecture de Shizuoka. Elle est la deuxième fille d'un commerçant local. En 1904, elle entre au lycée pour filles de Hamamatsu et en 1907, au lycée pour fille de Shizuoko. Elle est cependant contrainte de renoncer à ses études en raison d'une maladie aux yeux. En 1909, à l'âge de 19 ans, elle épouse le reporter Yasaburō Takano malgré les objections de son entourage. Avec son mari elle s'installe successivement à Toyohashi, Fukushima et Tokyo. Au cours de la longue période de chômage de son mari, six de ses huit enfants meurent de maladie. Elle-même livre une longue bataille contre la tuberculose à laquelle elle succombe en 1943 à l'âge de 52 ans.
Depuis l'époque passée à l'école de filles de Hamamatsu, elle développe un intérêt croissant pour les écrits des cercles littéraires féminins. En 1922, elle publie son premier roman, « kanashiki » haibun (悲しき配分). Plus tard, tandis qu'elle est alitée, elle écrit un roman en 11 volumes. Ses œuvres exhortent à la calme découverte de soi et à la réforme de la femme par elle-même.  
Un monument en pierre à la mémoire de Takano se trouve à l'école municipale de Hamamatsu (l'originale école pour filles de Hamamatsu). Sur le monument est inscrit un de ses poèmes où elle évoque la nostalgie de sa ville natale.

## Œuvres (sélection)
- Kusa-yabu (草藪?)
- Mado (窓?)
- Toki (時?)
- Mushi-hoshi (虫干し?)

## Référence
- (en) Cet article est partiellement ou en totalité issu de l’article de Wikipédia en anglais intitulé « Tsugi Takano » (voir la liste des auteurs).